# Менахем Бегин
Менахем Бегин (хебр. מְנַחֵם בֵּגִי‎; Брест, 16. август 1913 — Тел Авив, 9. март 1992) био је 6. израелски премијер од маја 1977. до 1983. године. Добитник је Нобелове награде за мир. Пре израелског стицања независности, Бегин је био вођа ционистичке милитантне организације Иргун. Бегин је 1. фебруара 1944. прогласио устанак против британске принудне управе. Одговоран за постављање бомбе у јерусалимски хотел Краљ Давид, који је у то време био британско административно и војно седиште, и тада је убијена 91 особа. Изабран је у први сазив Кнесета, као председник Херута, странке коју је сам основао, противећи се влади лабуриста и начину успостављања Израела, и тиме је остао на политичкој маргини. Био је у опозицији у 8 узастопних сазива (осим у време владе националног јединства током Шестодневног рата), али је постајао прихватљивији за политички центар. Његова победа на изборима 1977. и избор за премијера је окончао тродеценијску доминацију Лабуристичке партије.
Његов највећи допринос израелској држави је постизање првог мировног споразума са Египтом, због чега је са египатским председником Анваром ел Садатом поделио Нобелову награду за мир 1978. Вративши Египту територије окупиране током Шестодневног рата, Бегион је неутралисао египатску опасност по Израел. Бегин је касније током свог мандата промовисао уградњу јеврејских насеља у Јудеји и Самарији и у појасу Газе, одобрио бомбардовање ирачке нуклеарна електране Озирак и инвазију Либана 1982. Због политичке изолације услед инвазије Либана и хиперинфлације, подршка Бегину је опала. Оставку је поднео у октобру 1983. и повукао се из политичког живота.

## Биографија
Бегин је рођен у Брест-Литовску, тада још увек делу царске Русије, који је био део Пољске од 1919. до 1939. а данас је део Белорусије и познат је под именом Брест. Од 1939. био је вођа ционистичке организације Бетар. Од 1940. до 1941. је био у затвору у Совјетском Савезу. 1941, након пуштања на слободу по Споразуму Сикорски-Мајски, је ступио у пољску (Андерсову) армију, али је незванично отпуштен из те армије заједно са многим другим јеврејским војницима.
Бегин се тада преселио у Британску Палестину, где је убрзо постао познат као жесток критичар главне струје ционизма, и присталица радикалнијег ревизионистичког ционизма. 1942. је ступио у Иргун (познат и као Ецел) и 1947. постао његов вођа. Био је одговоран за постављање бомбе у јерусалимски хотел Краљ Давид, који је у то време био британско административно и војно седиште, и тада је убијена 91 особа. 1948. је био у центру афере око пребацивања Иргуновог оружја у Израел, што се завршило потапањем брода Алталена у паљби коју је наредио премијер Давид Бен-Гурион.
Иргун је заједно са подземном групом Лехи, (познатом и под именом „Сурова банда"), широко осуђивало велики број Јевреја, посебно Бен-Гурион, као терористичке организације. Убрзо након формирања државе Израел су распуштани од стране израелске владе.
Године 1948, Бегин је основао десничарску политичку партију, Херут, која је касније постала знатно већа партија, Ликуд. Између 1948. и 1977, под Бегином, чинила је главну опозицију доминантној Израелској лабуристичкој партији у Кнесету (израелски парламент).
Године 1977, Бегин је постао 6. премијер Израела, и први који није био из Лабуристичке партије. Године 1979, Бегин је потписао Израелско-египатски мировни споразум са Анваром ел Садатом. По том споразуму, Израел је предао полуострво Синај Египту. Ово је значило и рушење свих израелских насеља у овој зони (укључујући град Јамит). Бегин се суочио са снажном унутрашњом опозицијом овом потезу, што је довело до поделе у његовом Ликуду.
Године 1981, Бегин је наредио бомбардовање ирачког нуклеарног реактора Озирак/Тамуз. Убрзо потом, Бегин је истакао: „Ни по коју цену нећемо дозволити непријатељу да развије оружја за масовно уништење против народа Израела.“ Ова промена у израелској нуклеарној политици је данас позната као Бегинова доктрина.
Године 1982, Бегинова влада је извршила инвазију на Либан, истичући потребу да се ПЛО одбаци изван ракетног домета израелске северне границе. Овим је започело израелско ангажовање у јужном Либану, које је трајало три године (уз ограничено израелско присуство у Либану настављено до 2000). Према репортеру Хаареца, Узију Бензиману, тадашњи министар одбране, Аријел Шарон је обмануо Бегина у вези са сврхом овог рата, и продужио га без дозволе. Шарон је тужио Хаарец и Бензимана 1991. и суђење је трајало 11 година, током којих је један од најзначајнијих тренутака било сведочење Бенија Бегина, Менахемовог сина, у прилог одбране. Шарон је изгубио парницу..
Бегин се повукао и пензионисао у августу 1983, дубоко разочаран и у депресији због рата, супругине смрти, и своје болести. Умро је у Јерусалиму 1992.
Фебруара 2005. Бегин је изабран за „највећег израелског вођу“ са 32,8% гласова.

## Дела
- Устанак (The Revolt).  978-0-8402-1370-9.
- Беле ноћи: Прича затвореника у Русији (White nights: The story of a prisoner in Russia).  978-0-06-010289-0.